# 黄慧儿
黄慧儿（2000年9月5日—），中国、加拿大女子冰球运动员。出生于加拿大不列颠哥伦比亚省温哥华市。有华人血统。

## 经历
就读于美国康涅狄格大学，校队是美国大学生冰球联赛第一梯队。入学后第一年10月选为东部冰球联赛当月一周最佳新秀。作为校队主力明星球员，打满三个赛季95场比赛，5进球12助攻，作为后卫28次挡球，队内排名第二。学术上学习成绩优异，名列前茅。
她在康涅狄格哈士奇队打球。效力于UConn Huskies女子冰球项目在NCAA一级冰球东区(HEA)协会。
她效力于深圳昆仑鸿星万科阳光冰球队。加入中華人民共和國国籍入选国家队。代表中国参加了2022年北京冬季奥运会女子冰球比赛和2022年国际冰联女子冰球世界锦标赛I组B组比赛。